# مقاطعة مورغان (أركنساس)
مقاطعة مورغان هي مقاطعة في تينيسي، بلغ عدد سكانها 21٬987  نسمة، في 2010، عاصمتها وارتبورغ، تبلغ مساحتها 1٬353 كيلومتر مربع.

## الموقع
تشترك في الحدود مع:
- مقاطعة سكوت (تينيسي).

## التقسيمات الإدارية
- وارتبورغ.